# 満濃池
満濃池（まんのういけ）は、香川県仲多度郡まんのう町にある日本最大の灌漑用のため池である。国の名勝に指定されている。
空海が改修したことでも知られ、周囲約20km、貯水量1,540万tである。また満濃太郎とも呼ばれる。

## 歴史
- 701年-704年頃（大宝年間） 讃岐国の国守 道守朝臣が創築[1]。
- 818年（弘仁9年） 洪水による堤防決壊[2]。
- 821年（弘仁12年） 朝廷の築池使　路真人浜継が派遣され復旧に着手するも工事は難航[2]。
- 821年（弘仁12年） 空海が築池別当として派遣され[3]、約3ヵ月後改修完了[4]。その後も決壊、復旧を繰り返す。
- 1184年（元暦元年） この年の決壊後、寛永8年の改修まで復旧されず、池跡には民家、田畑が作られ、「池内村」となる[5]。
- 1628年（寛永5年） 讃岐国領主 生駒高俊の命により普請奉行 西嶋八兵衛、改修着手[2]。
- 1631年（寛永8年） 改修完了[6]。
- 1854年（嘉永7年） 地震により破堤[2]。
- 1870年（明治3年） 復旧工事完了[7]。
- 1905年（明治38年）第一次嵩上げ工事に着手、堤防を三尺嵩上げ[8]。
- 1906年（明治39年）1月　第一次嵩上げ工事完成[9]。
- 1927年（昭和2年）10月　第二次嵩上げ工事に着手、堤防を五尺嵩上げ[10]。
- 1930年（昭和5年）12月　第二次嵩上げ工事完成[11]。
- 1935年（昭和10年）8月14日　澄宮崇仁親王がお成り[12]。
- 1941年（昭和16年）4月　第三次嵩上げ工事に着手、堤防を6ｍ嵩上げ[13]。
- 1943年（昭和18年）11月9日　高松宮妃喜久子がお成り[14]。
- 1951年（昭和26年）4月1日　順宮厚子内親王、清宮貴子内親王がお成り[15]。
- 1952年（昭和27年）4月2日　義宮正仁親王がお成り[15]。
- 1959年（昭和34年）　第三次嵩上げ工事及び天川導水路完成[16]。
- 1988年（昭和63年）　手づくり郷土賞（ふるさとに恵みを与える川）受賞。
- 1996年（平成8年）日本の音風景100選に選定される。- 環境庁選定
- 2000年（平成12年） 『満濃池樋門』が国の登録有形文化財（建造物）に登録される[17]。
- 2005年 ダム湖百選に選定される　- 財団法人ダム水源地環境整備センター選定
- 2010年 ため池百選に選定される[18] - 農林水産省選定
- 2016年（平成28年）11月5-6日 まんのう町合併10周年を記念し、釣り大会が開催された[19][20]。
- 2016年（平成28年）11月8日 国際かんがい排水委員会(ICID)は、タイ王国チェンマイで開催された第67回ICID国際執行理事会において、かんがい施設遺産として登録することを決定した[21]
- 2019年（令和元年）10月16日 国の名勝に指定[22][23]。
- 2025年（令和7年）8月 堰堤に鉄柵が設置される。2022年夏以来水不足により護摩壇岩と陸続きになる。

## データ

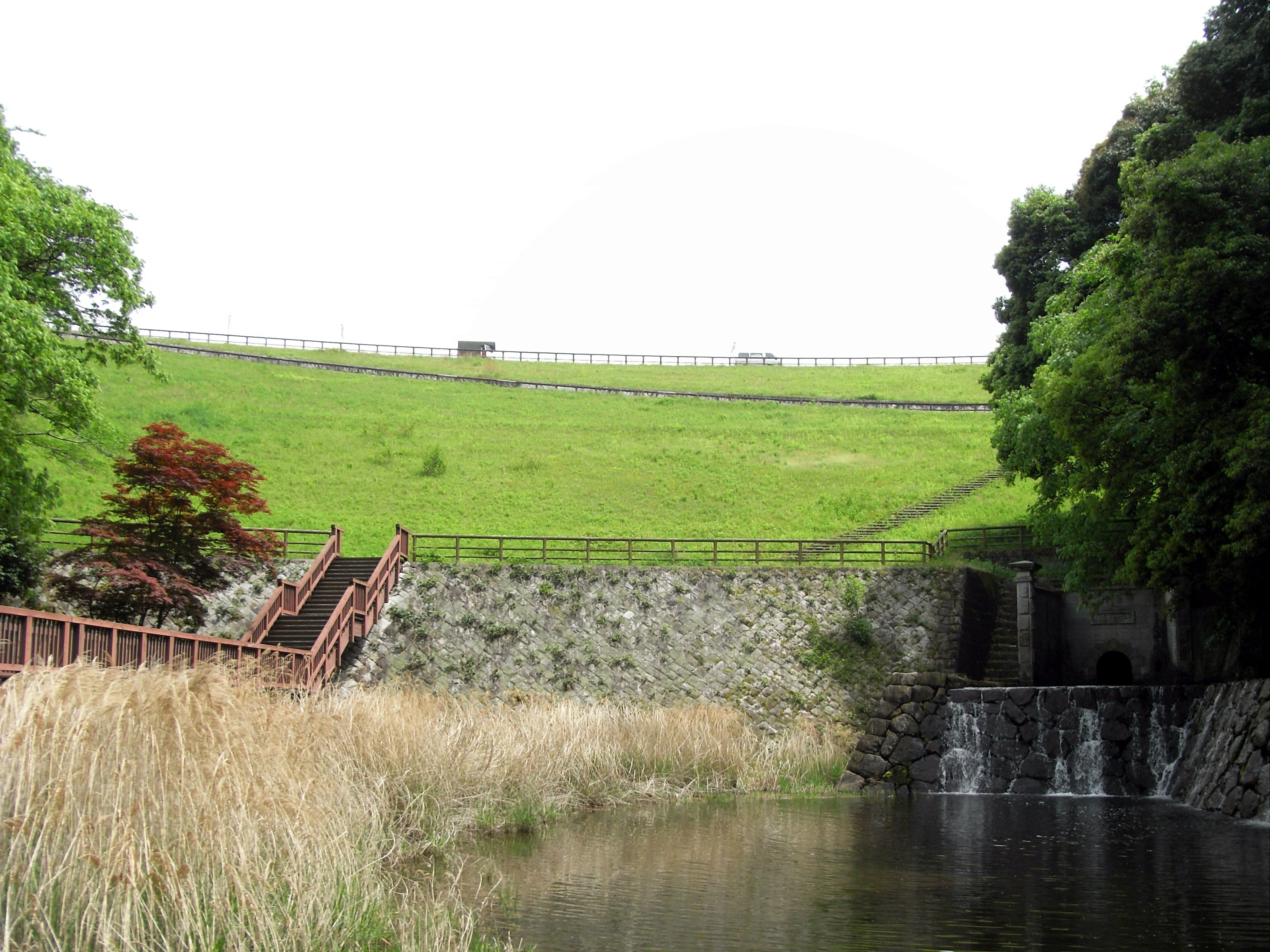
堤体下（ほたる見公園）

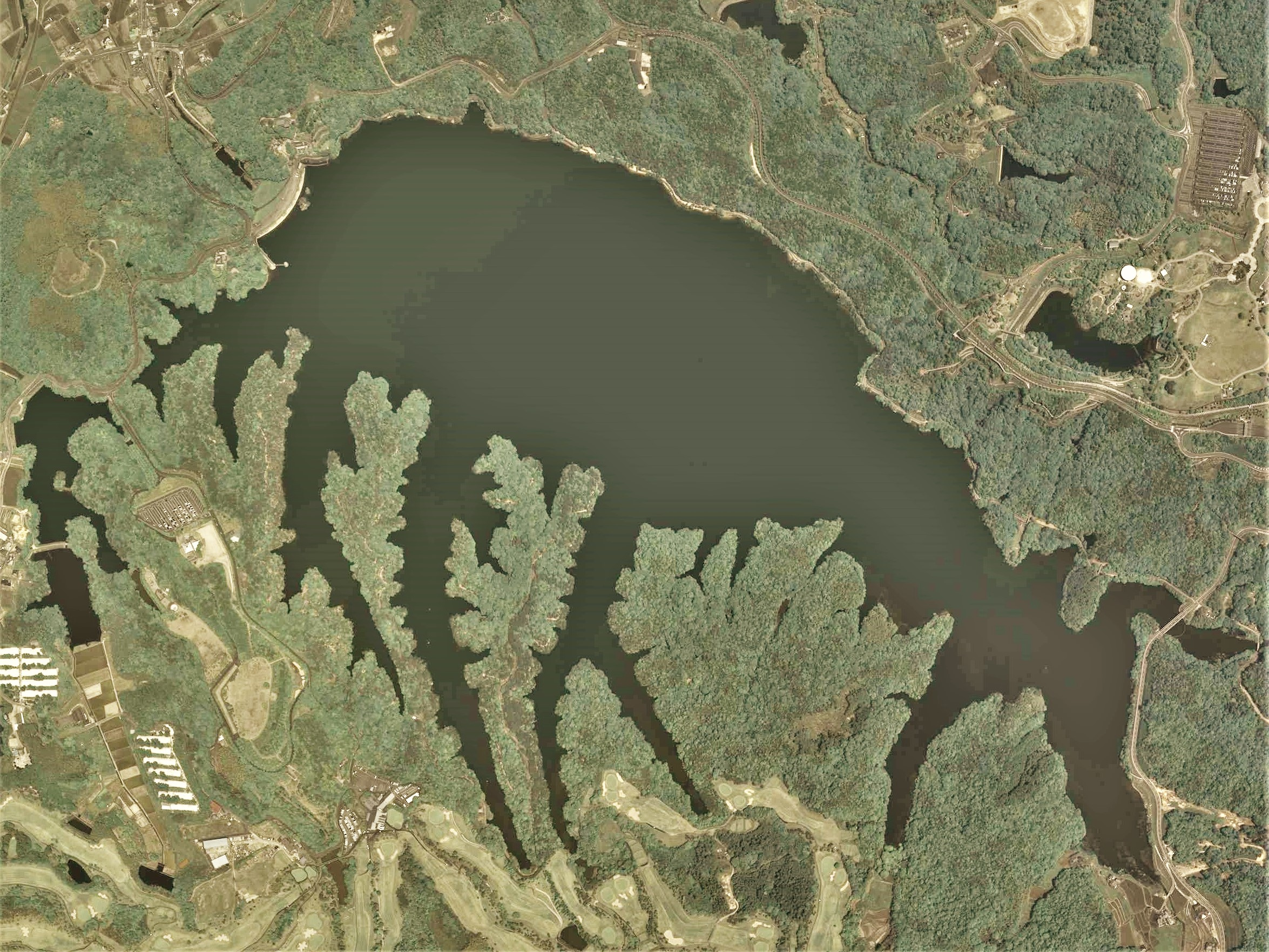
満濃池の空中写真。2009年5月9日撮影。

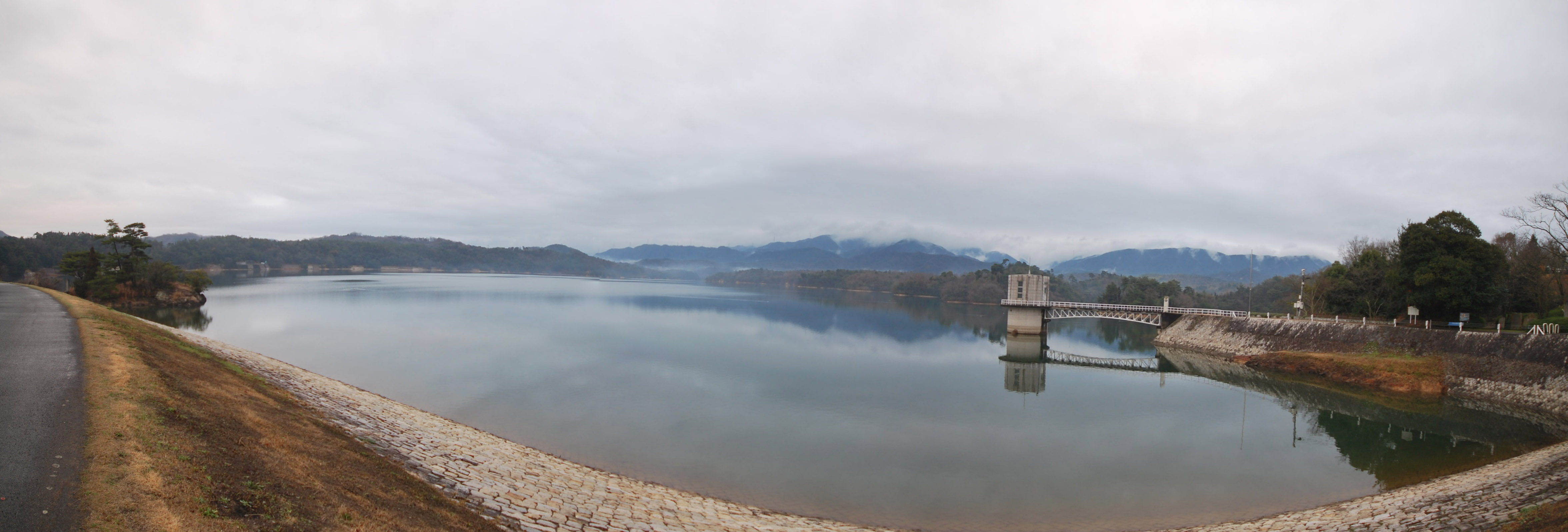
満濃池パノラマ写真

### 現在のデータ
- 形式：土堰堤 拱型[24](アーチ型)[25]
- 堤高：32.0m[26]
- 堤長：155.8m[26]
- 周囲：19.7km
- 貯水量：15,400,000m3[26]
- 満水面積：138.5ha[26]
- 池敷面積：142.1ha
- 灌漑面積：3,239ha
- 水源：金倉川、土器川（天川導水路）
- 備考：樋門は登録有形文化財

### 弘仁12年復旧時のデータ
- 堤高：22m[27]
- 周囲：2里25町（約10.58km）
- 面積：81町歩（約81ha）
- 貯水量：5,000,000m3以上[27]
- 水源：金倉川

### 寛永8年復旧時のデータ
- 堤高：12間半
- 堤長：45間[28]
- 周囲：4501間[28]
- 水掛り高：35,814石（那珂郡，鵜足郡，多度郡）[28]
- 水源：金倉川

### 各嵩上工事時のデータ
- 第1次嵩上工事：貯水量：6,602,000m3[8]
- 第2次嵩上工事：貯水量：7,800,000m3[10]
- 第3次嵩上工事：貯水量：15,400,000m3[29]

## 交通
鉄道四国旅客鉄道（JR四国）土讃線琴平駅または高松琴平電気鉄道琴平線・琴電琴平駅よりタクシーにて約15分
バスJR琴平駅前、琴電琴平駅前より美合線（美合、美霞洞温泉、落合、川奥行き）「まんのう公園口」下車 徒歩約15分
車高松自動車道善通寺ICより国道319号を琴平方面へ榎井交差点を左折、香川県道282号高松琴平線経由四条交差点右折、香川県道200号まんのう善通寺線で約4キロ

## 行事
- ゆる抜き

毎年6月中旬から10月初旬まで毎秒4立方メートルの農業用水が放水され、讃岐平野の田植えが一斉に始まる。

## 池の名称
- 当初は、神野郷にあることより神野池と呼ばれていたが、平安時代初期、嵯峨天皇の即位により天皇の諱（神野親王）と同じであったため真野池と改められた[32]、その後、万農池[33]や萬農池[34]と呼ばれたが、明治になり満濃池[35]となった。

## 池と環境

### 生物
- 満濃池周辺は、アカマツ林とクヌギとコナラ等の落葉広葉樹林が広がり、オオタカやハイタカなど鳥類32科75種、ニホンリス、キュウシュウムササビなど6科12種の野生動物の生息が確認されている。これらの生息が重要であることから、香川県より鳥獣保護区に指定されている（面積321ha)[36] 。
- 満濃池の魚類に関しては、香川県水産試験場においてブルーギルの調査が関係者（池免許権者、池土地改良区事務所など）の協力のもと1983年7月から1984年12月に実施されている。なお、ブルーギルは、香川県には、1968年に食用魚として移殖が行われている[37]。

## 伝説
- 『今昔物語集』巻二〇之第十一「龍王、天狗のために取られたる物語り」
- 上記の通り、空海が築池別当として派遣され改修を行ったため、これが曲解され「空海が拓いた池」ないしは「空海が渇水にあえぐ民のため、地に釈杖をついて湧き出させた水が池となった」などの伝説（弘法水伝承）を残す。香川県下における空海伝説の代表的な存在の一つでもある。
  - 上記2つの伝説が結びつき「悪しき天狗に力を奪われた龍を空海が助け、その恩の（ないしは水を操り渇水を呼んで、人々を苦しめた悪しき龍を空海が法力で調伏した）ために、龍が空海のしもべとなって池と人々を守っている」などの亜種類型の伝説を見ることもできる。

## 護摩壇岩
空海が堤防が見渡せる高台岩上に、護摩壇を作り工事期間中護摩を焚き、工事の無事完成を祈ったと伝えられる場所。

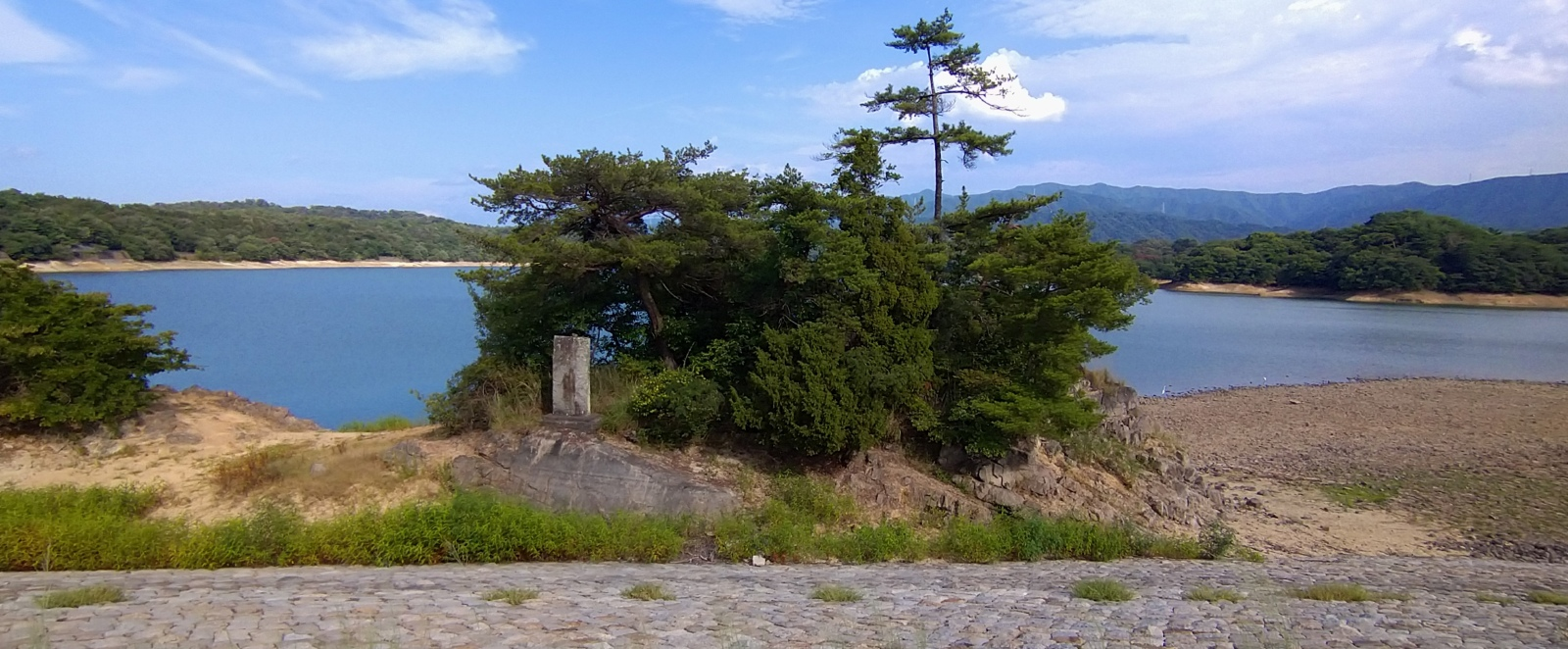
護摩壇岩
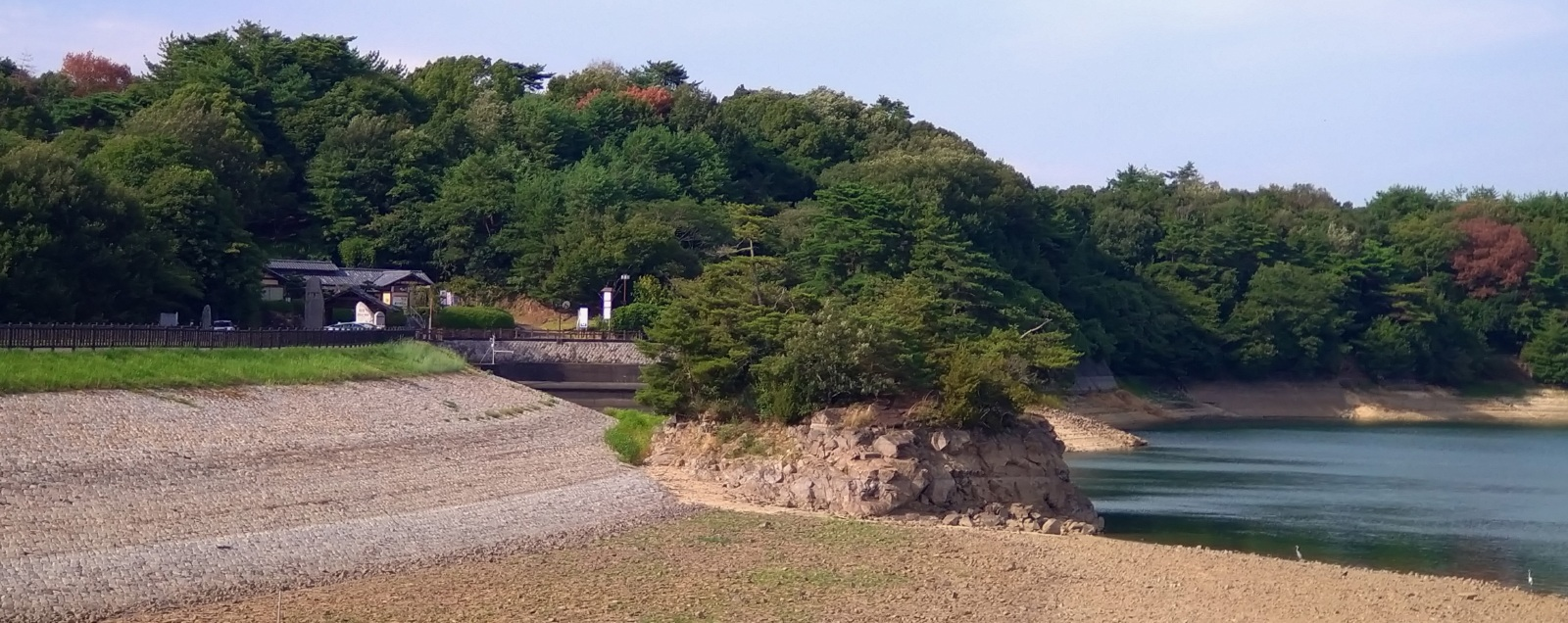
西から
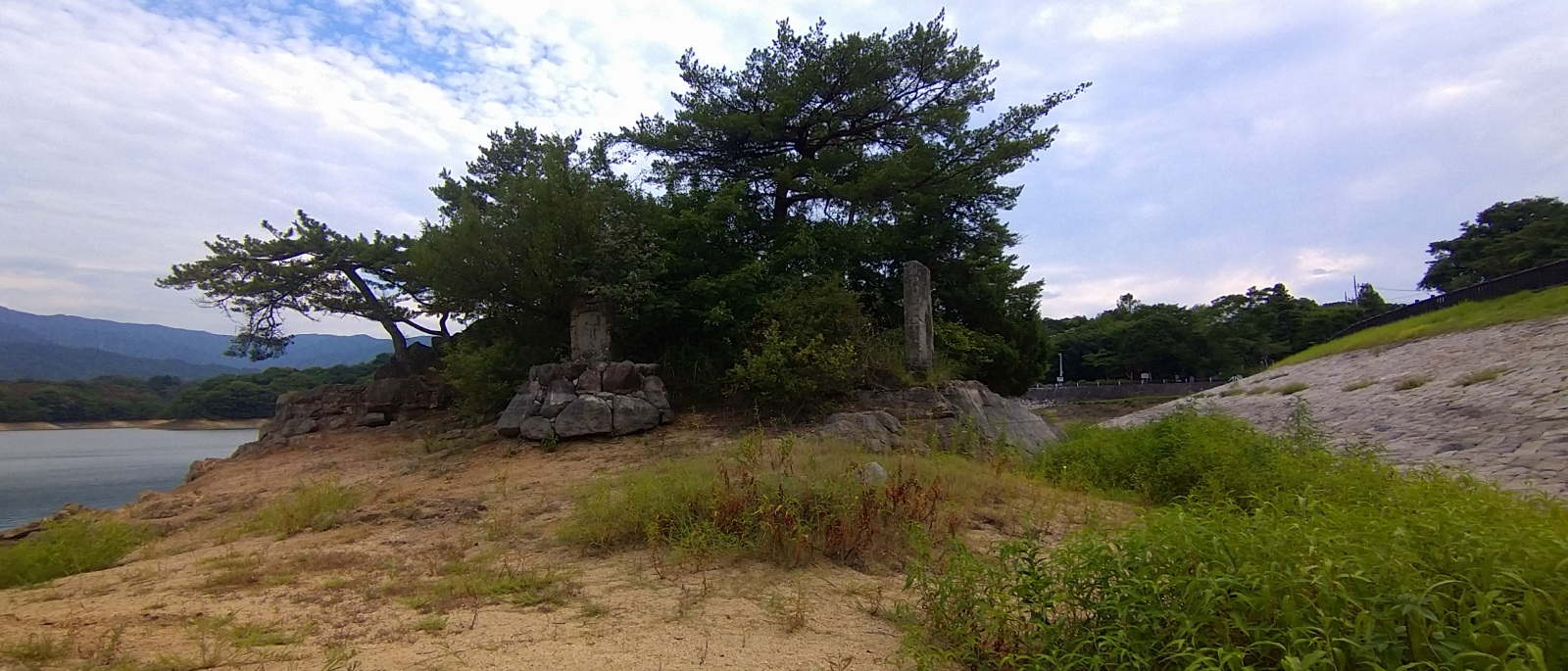
東から
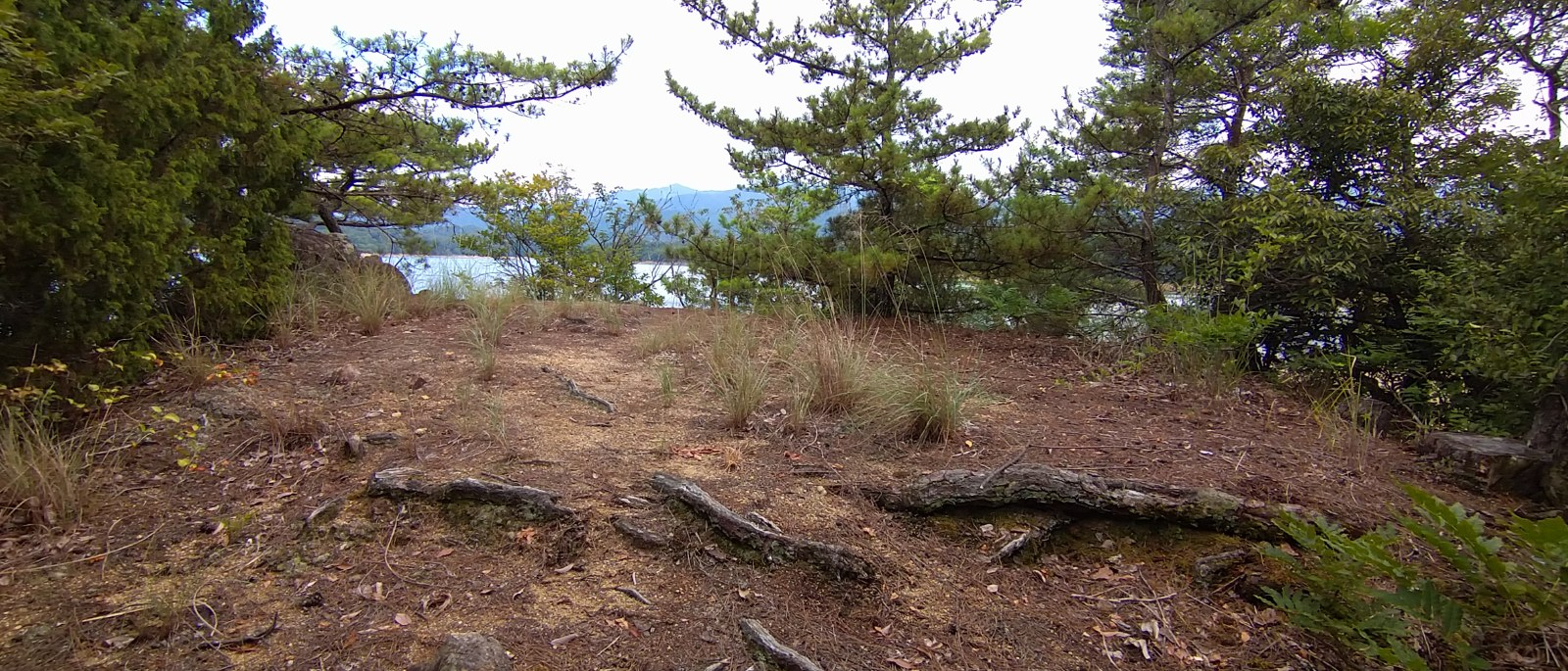
岩の上

## 満濃池の四季

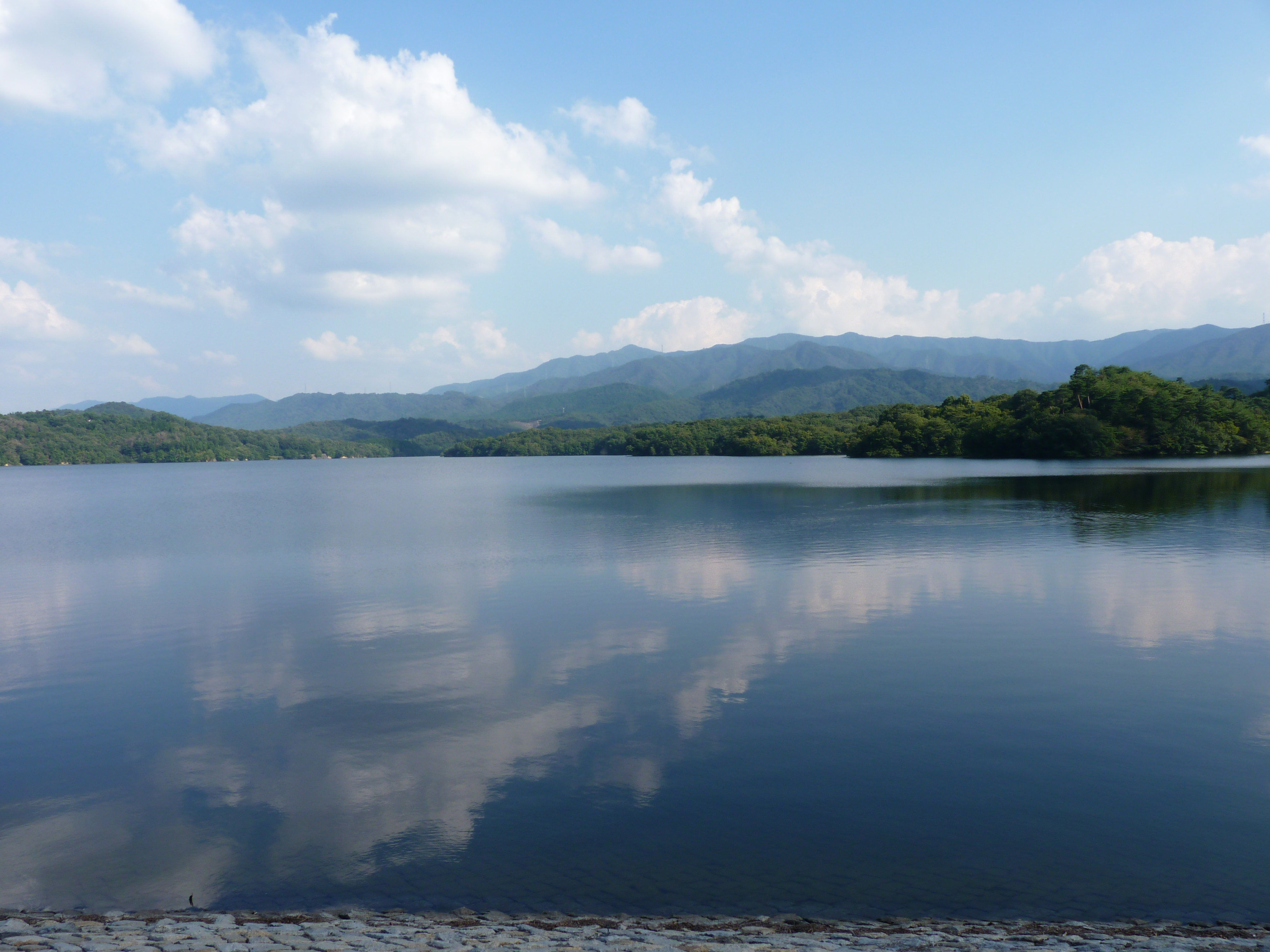
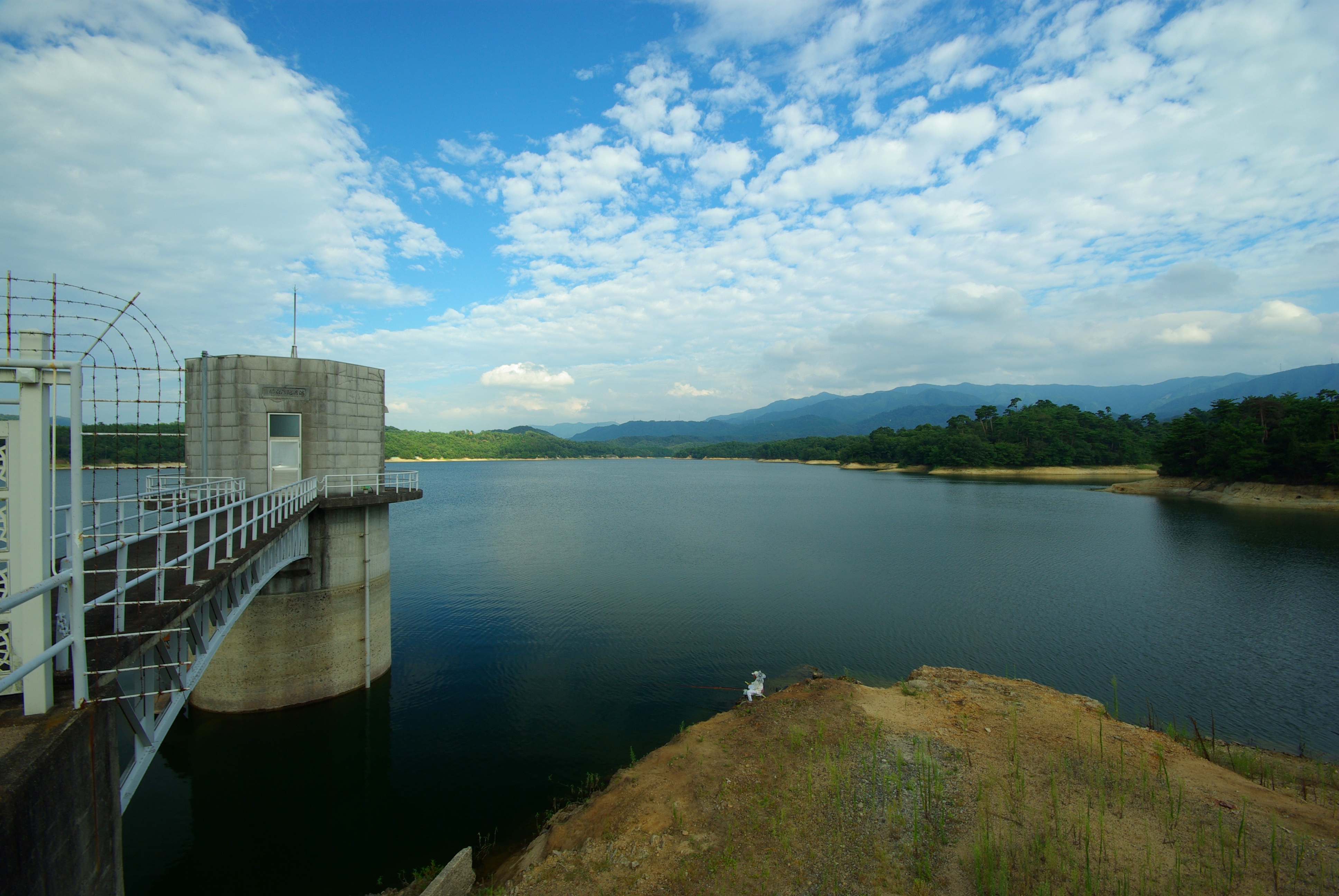
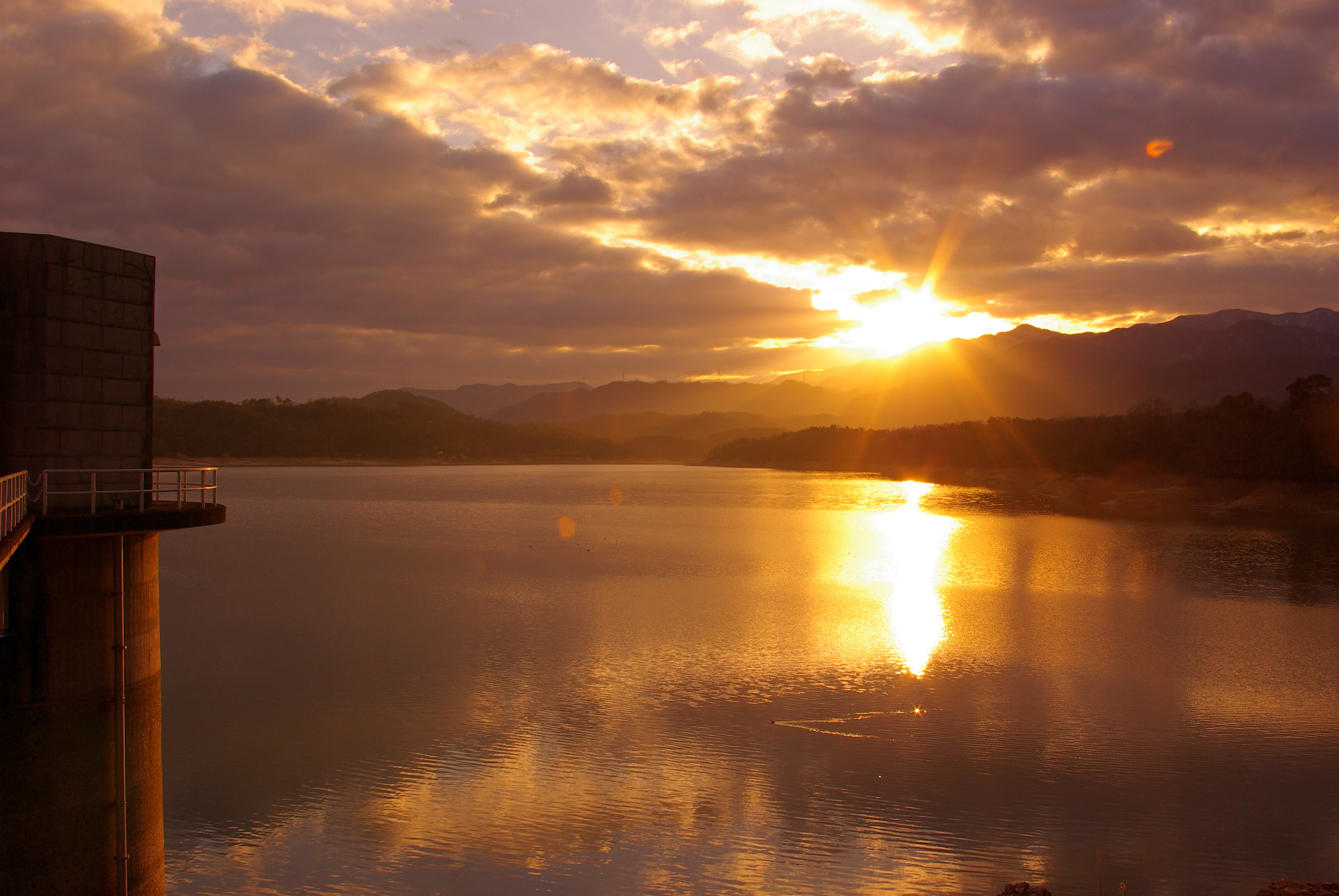
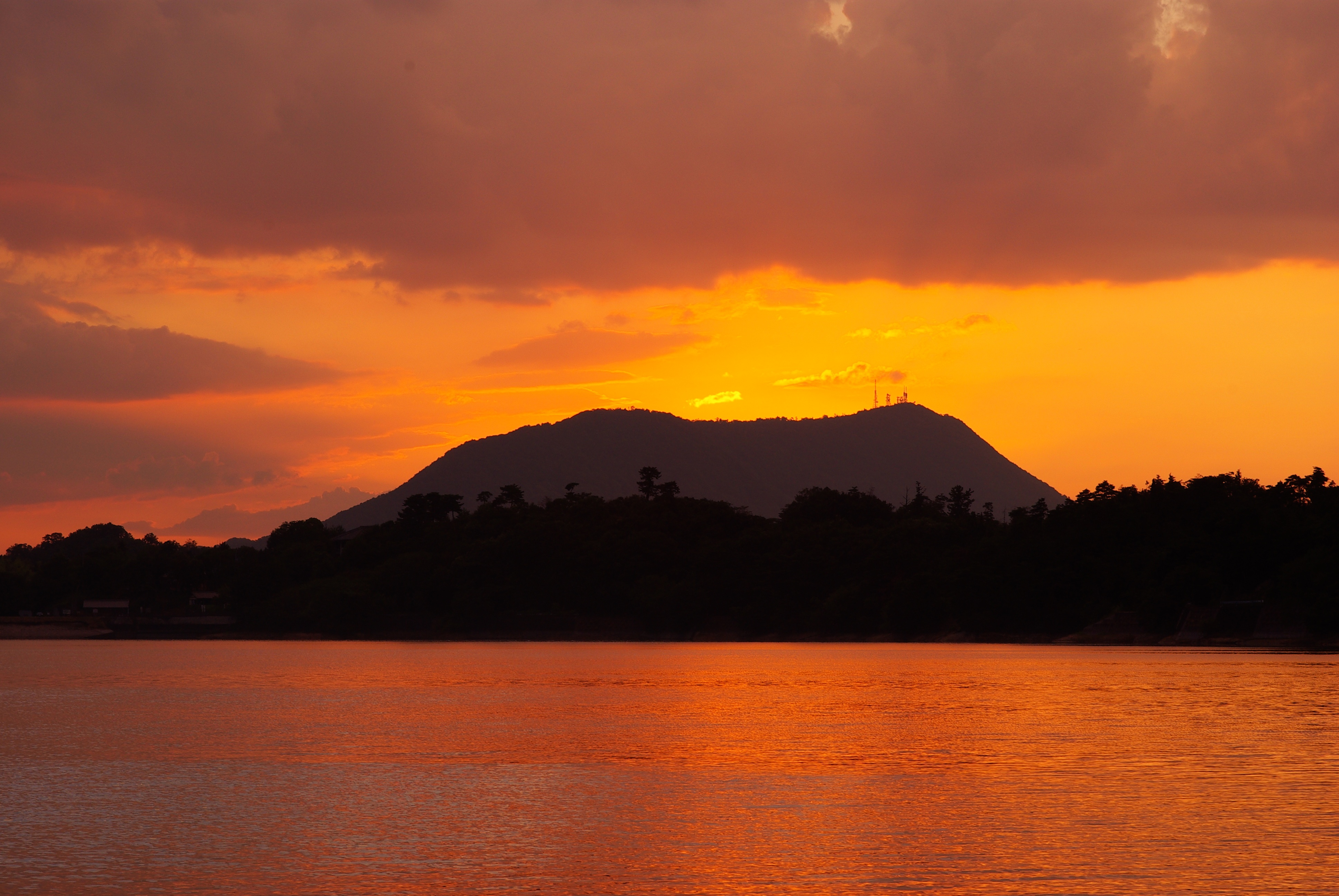
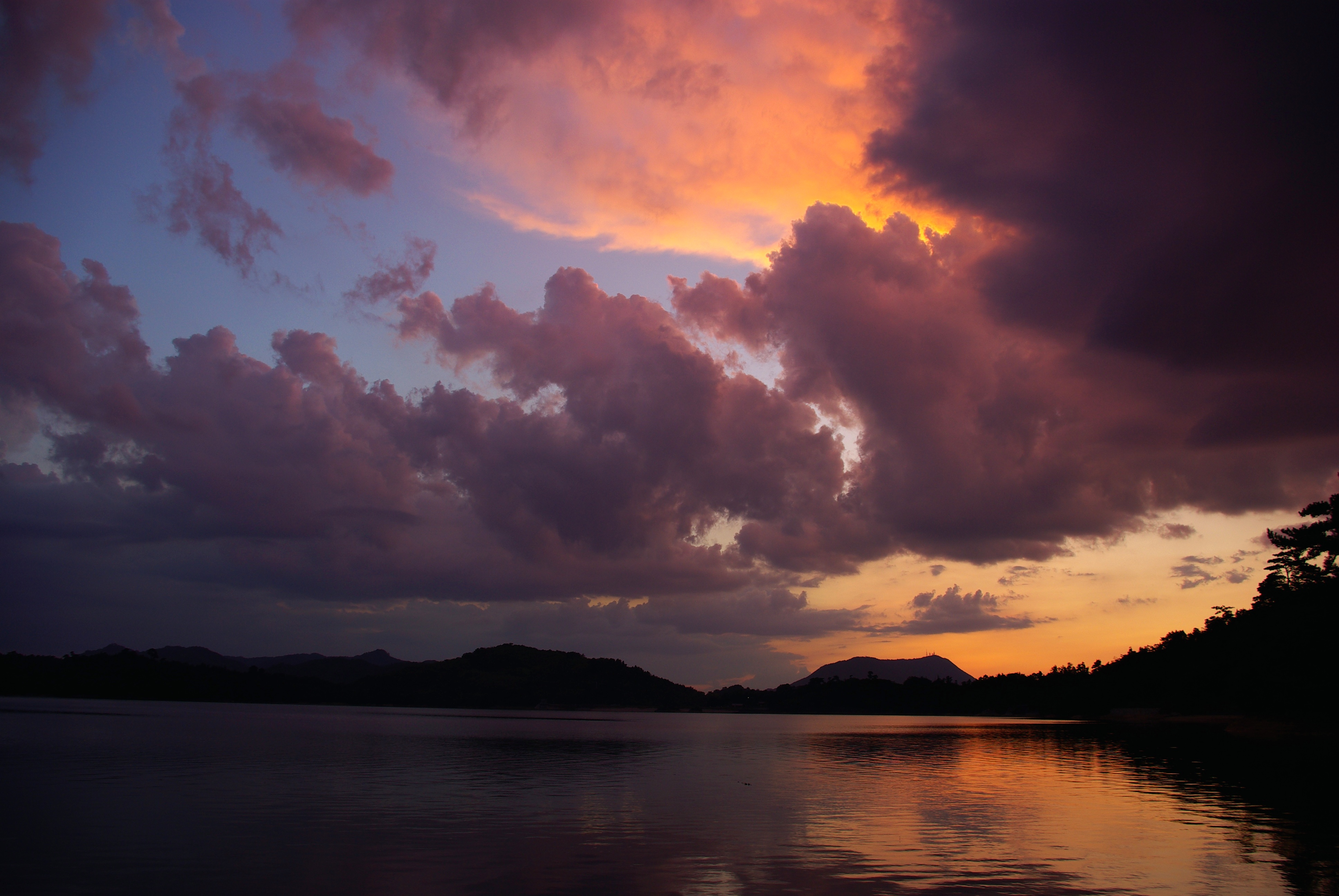
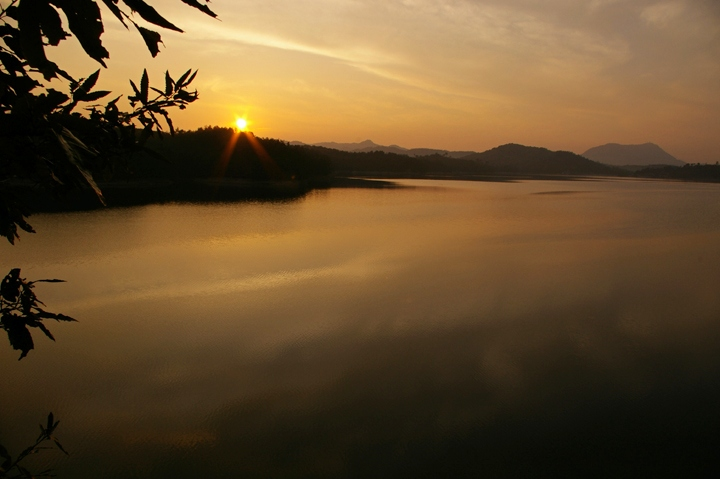
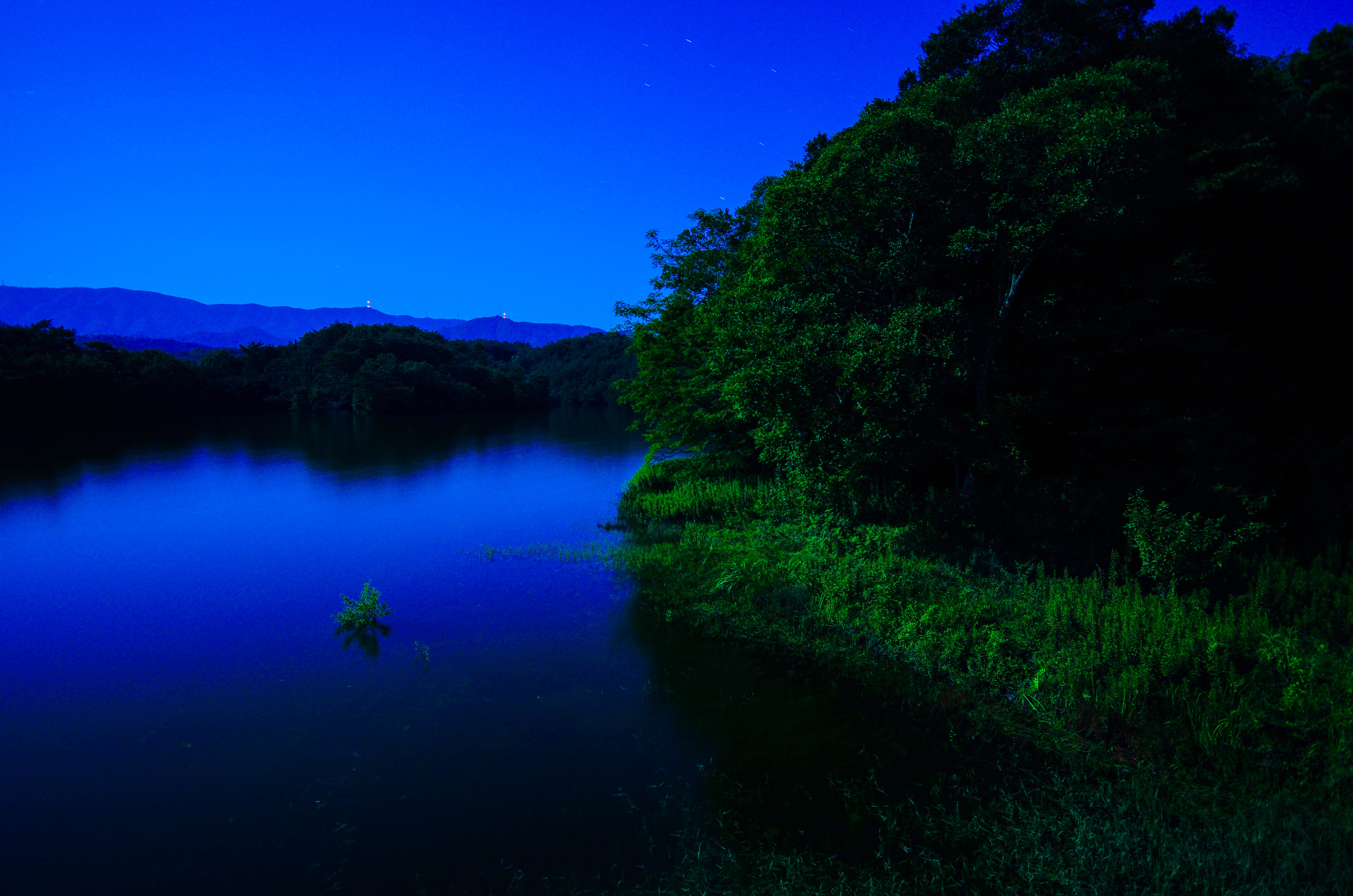
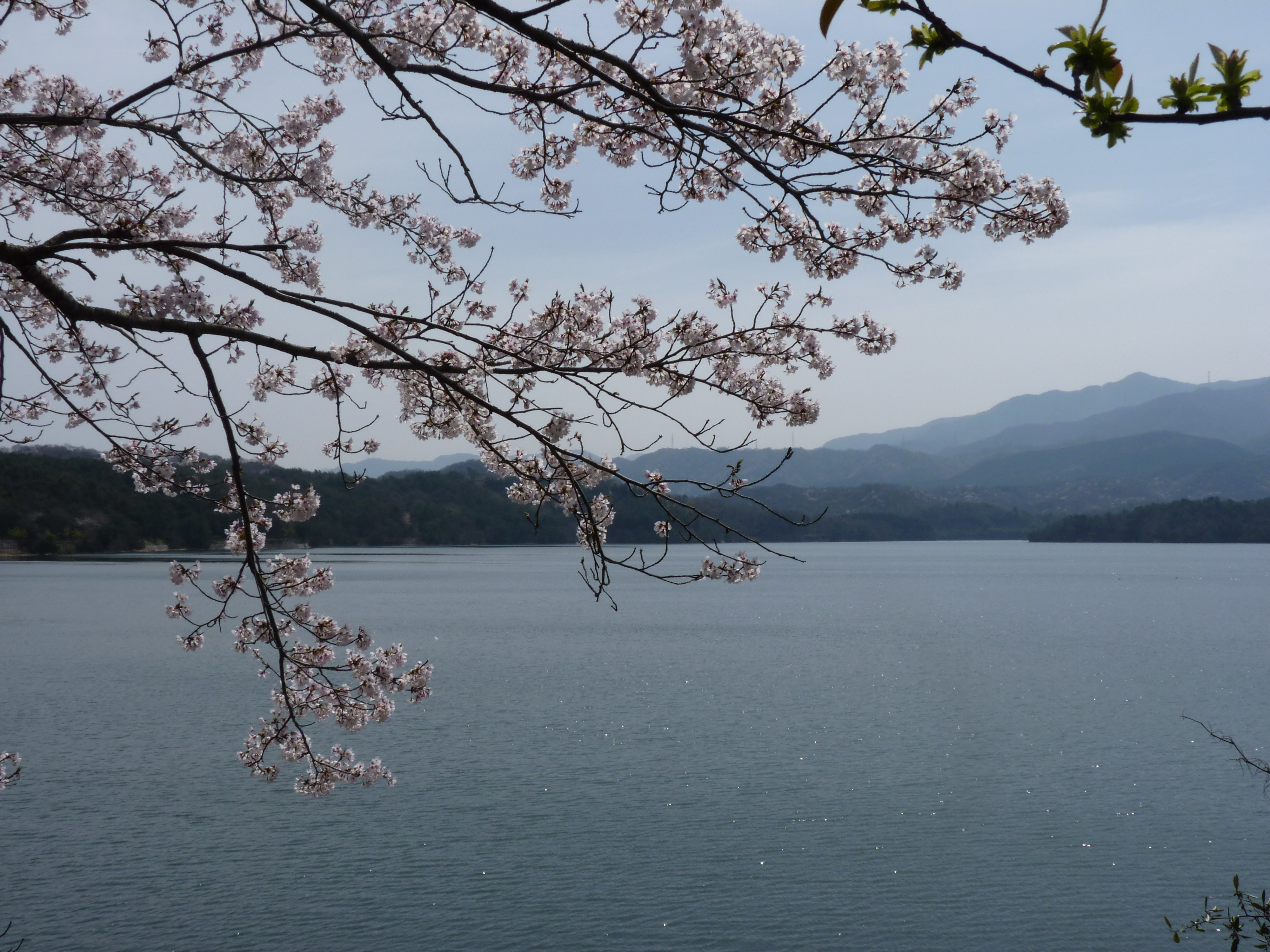
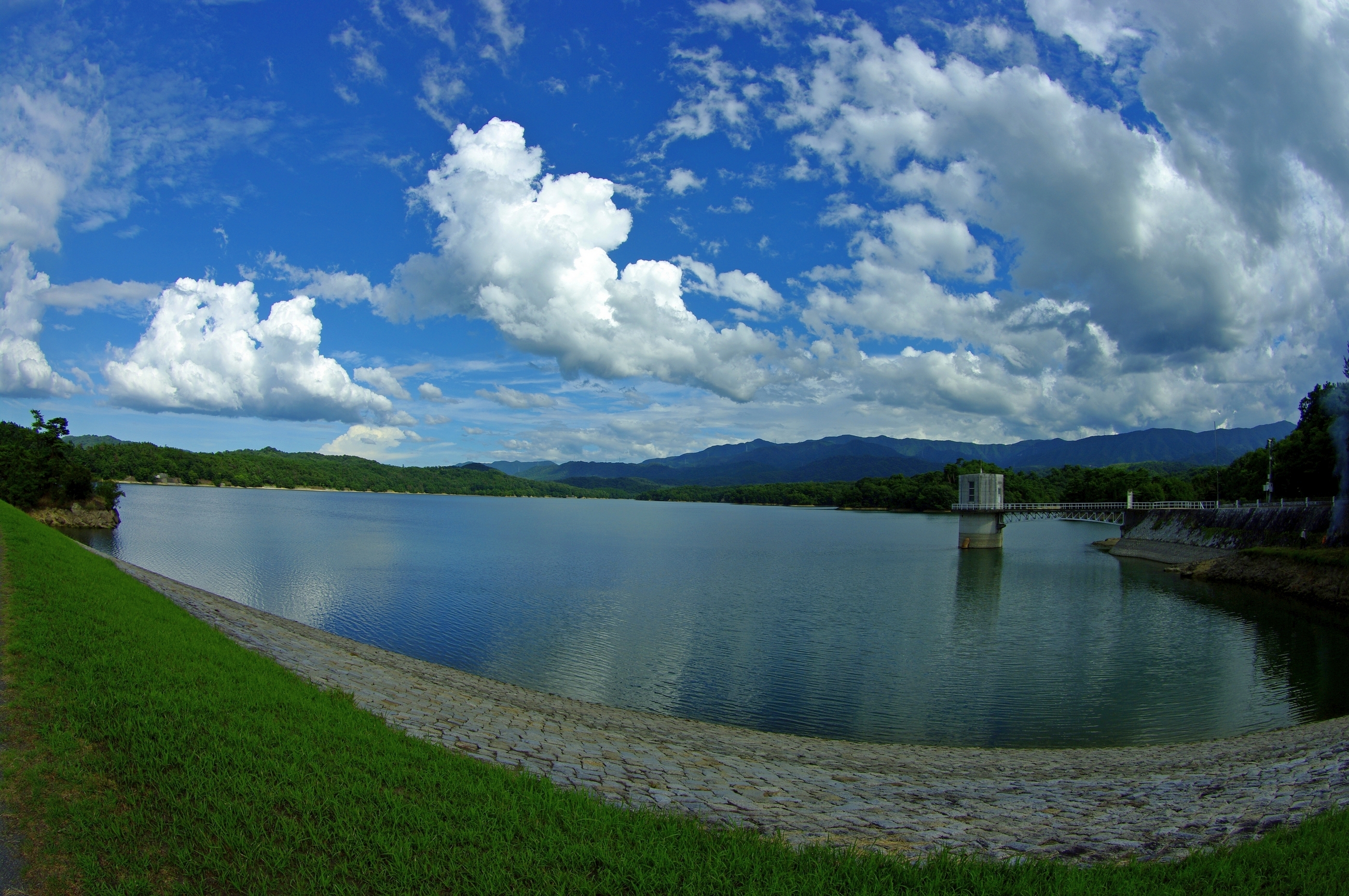
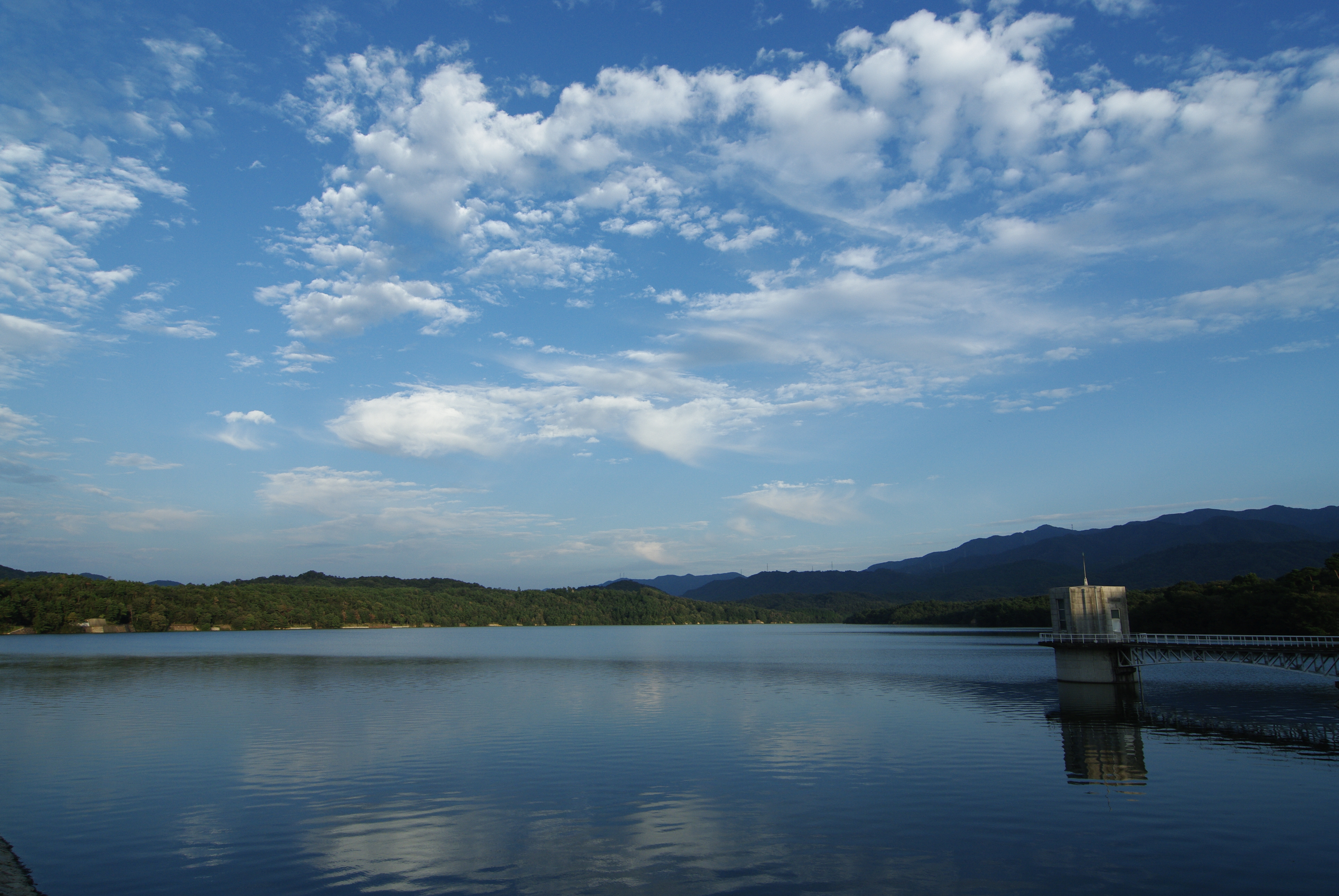
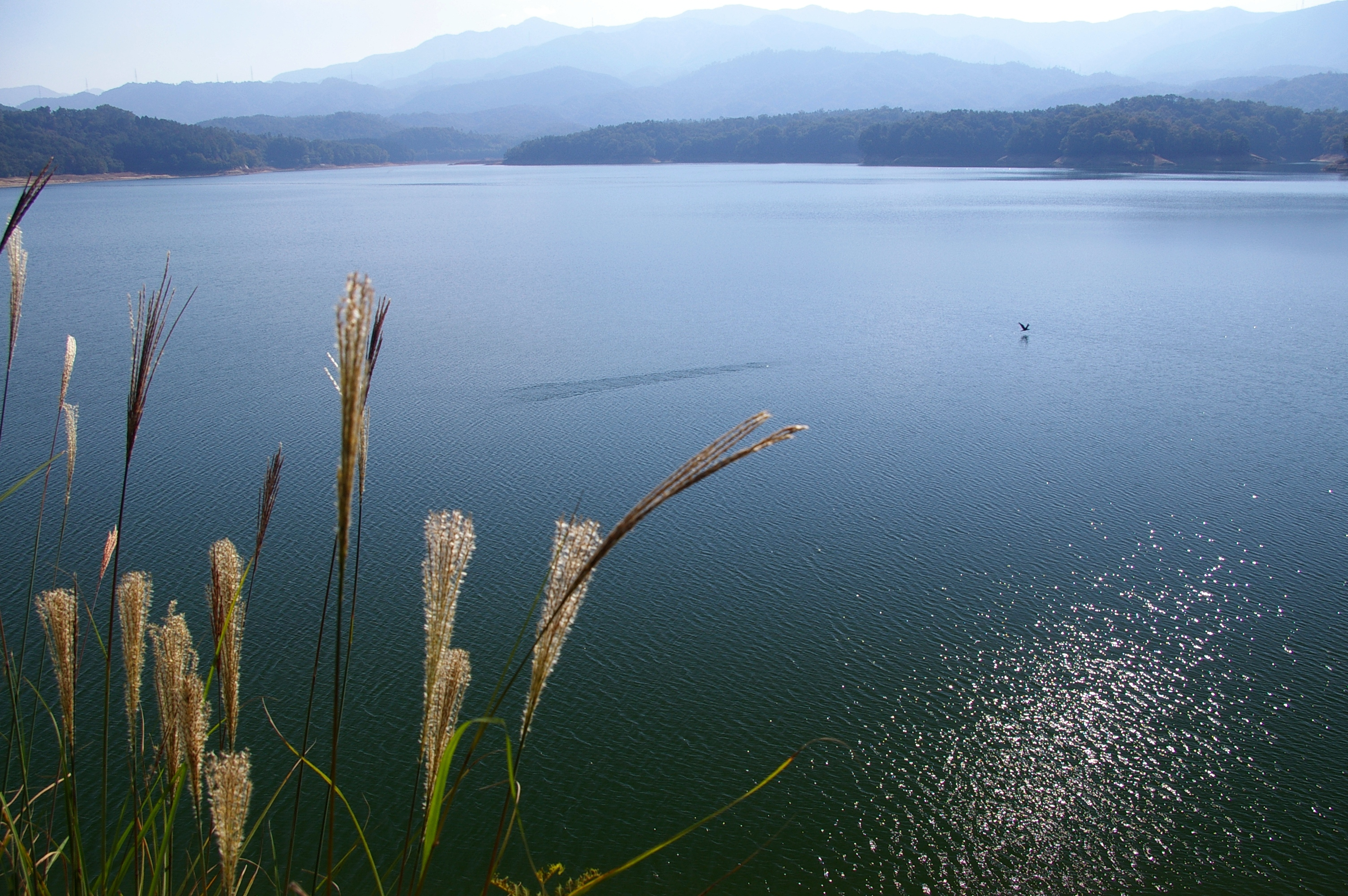
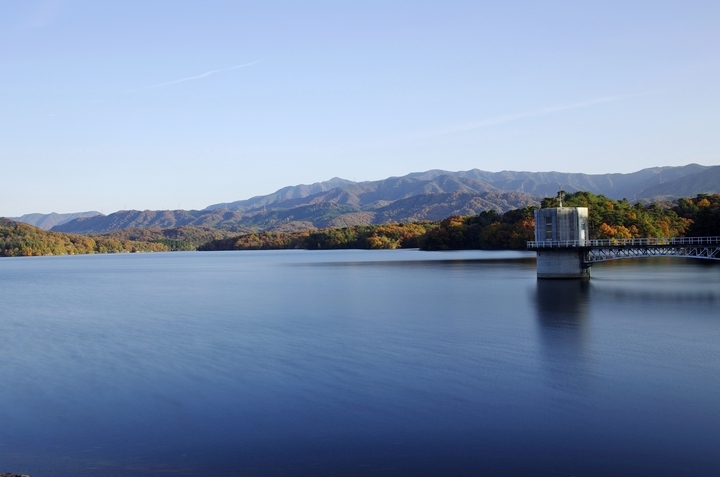
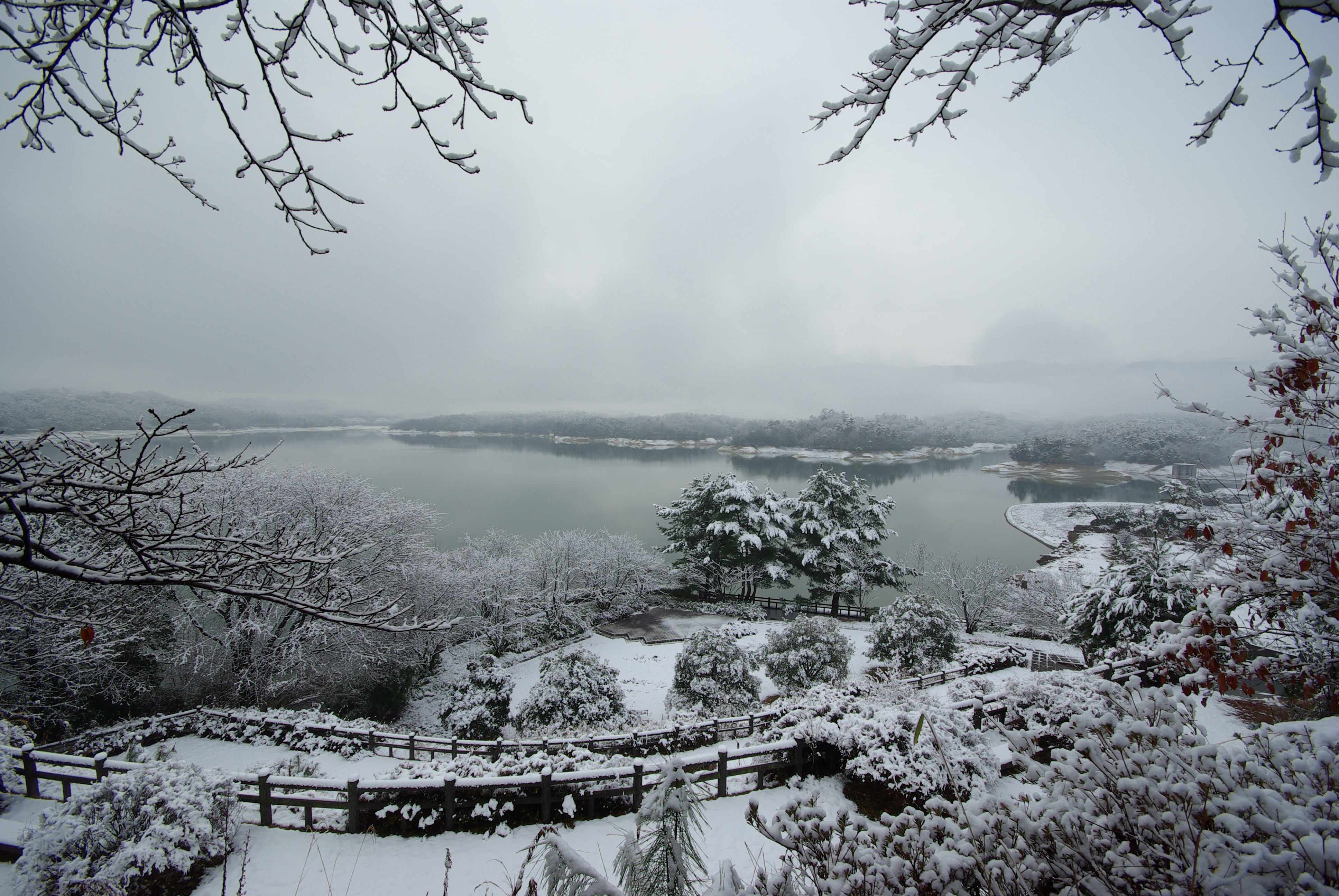
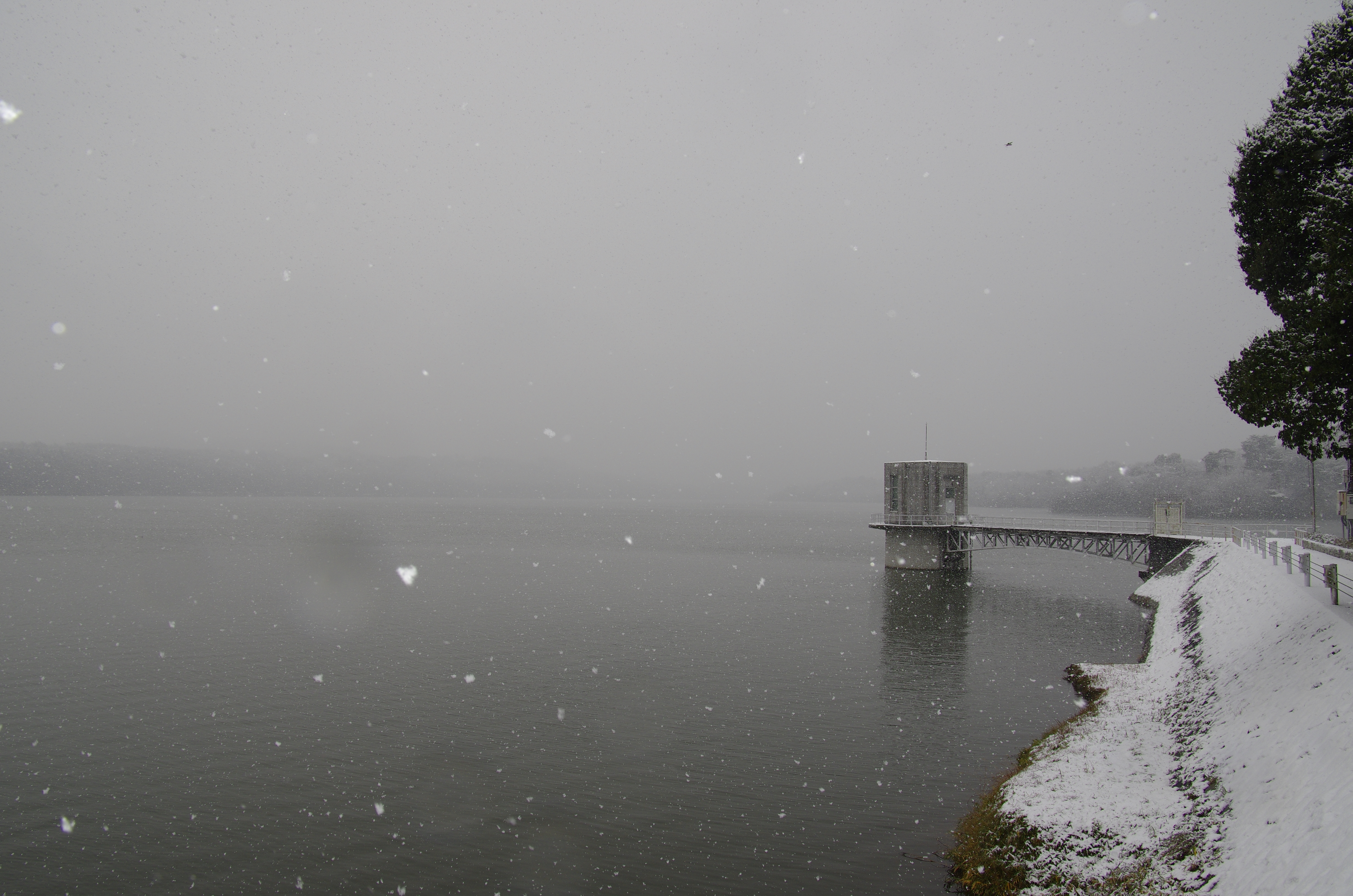
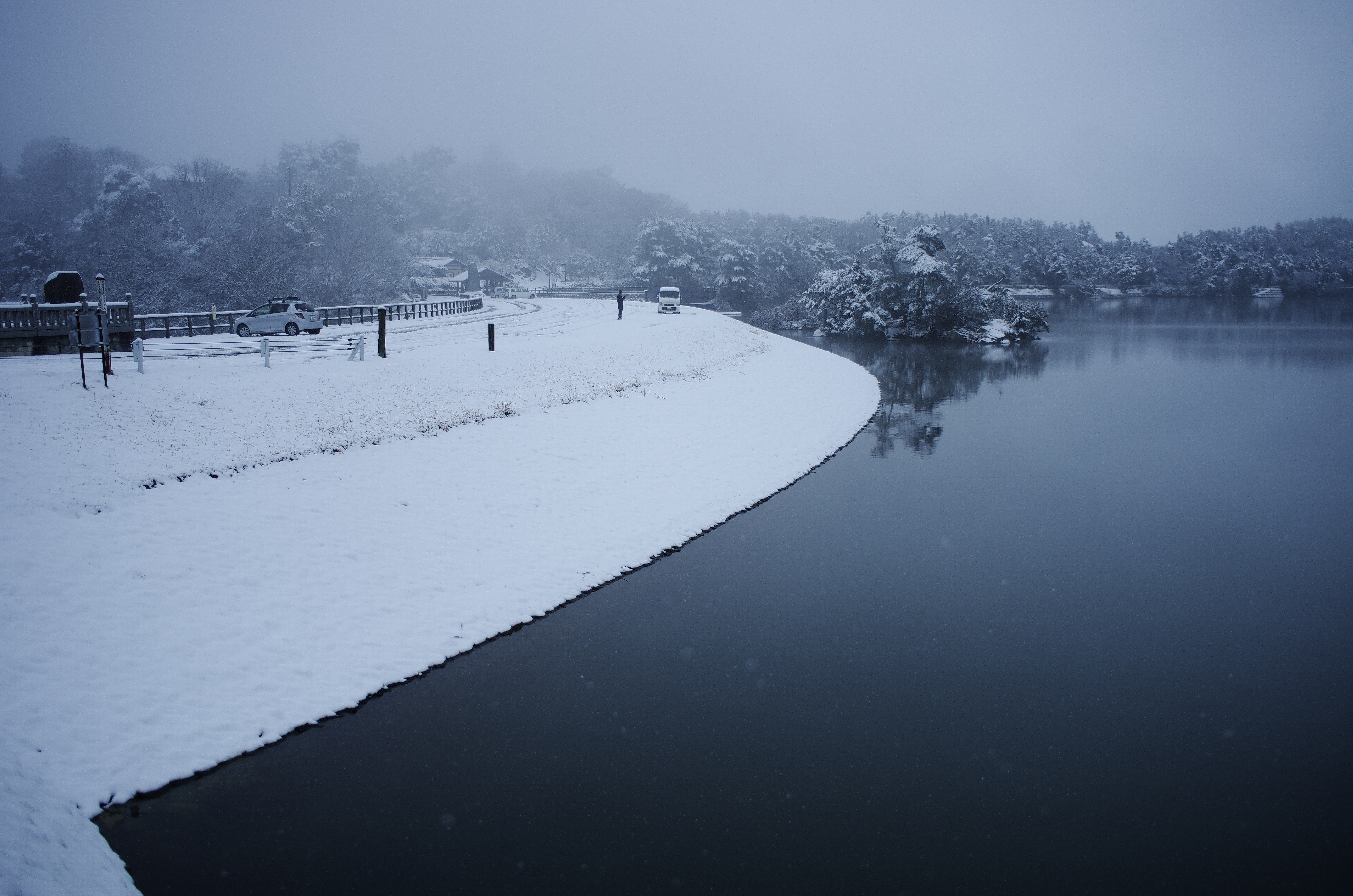
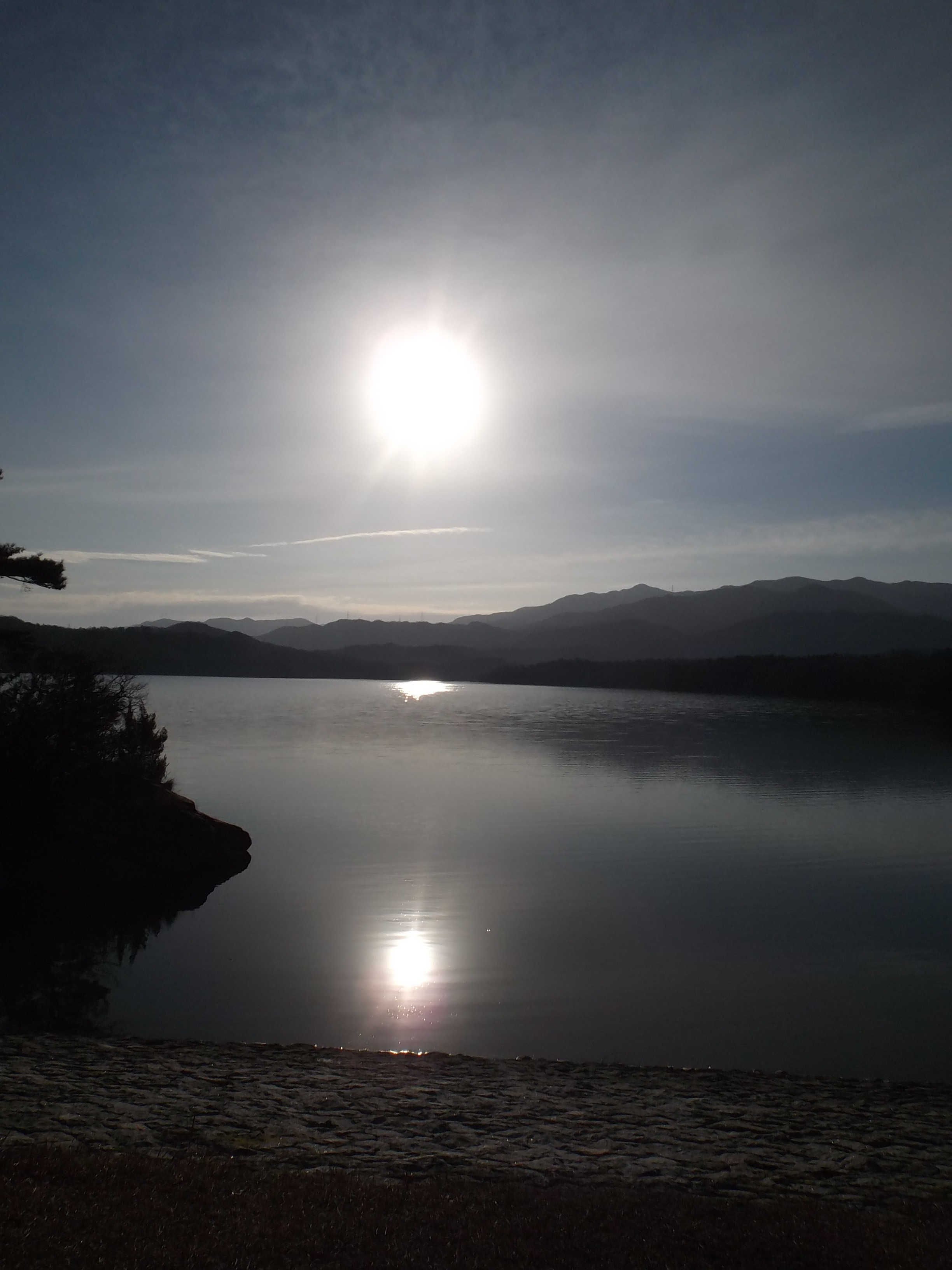
冬の朝の満濃池

## 周辺
- 神野寺（四国別格二十霊場17番）

池の畔にあり、空海が朝廷より与えられた行賞で創建された。
- 神野神社

満濃池の守護神を祭る(祭神：罔象女命・天穗日命・別雷命・嵯峨天皇 )。
- 国営讃岐まんのう公園
- 満濃池森林公園
- ほたる見公園
- かりん亭